# Eotetranychus pauliani
Eotetranychus pauliani är en spindeldjursart som beskrevs av Gutierrez 1968. Eotetranychus pauliani ingår i släktet Eotetranychus och familjen Tetranychidae. Inga underarter finns listade i Catalogue of Life.